# 恋したがりのブルー
『恋したがりのブルー』（こいしたがりのブルー）は、藤原よしこによる日本の漫画作品。
『Cheese!』（小学館）にて2007年10月号から2009年9月号まで連載された。単行本は同社のCheese! フラワーコミックスより全6巻。

## あらすじ
選択を間違える女・水嶋蒼。これまで、悩み抜いた末の選択は悉く悪い方向へと転がり、結果失敗してばかりだった。
そんな彼女に転機が訪れた。高校の入学式の日、知り合ったばかりの男の子に「彼女の振りをしてほしい」と頼まれる。
そのまま成り行きで、彼女の振りを続ける蒼だったが、次第に偽りの彼氏であるはずの陸に対し本当の恋心が生まれてしまう。やがて、複雑な4人の男女の想いが交錯する。

## 登場人物
水嶋 蒼（みずしま あお）
いつも選択を誤る女の子。ただし噂に振り回されない芯の強さがある。陸の偽りの彼女となる。
陸の偽の彼女だったが、本当に陸のことが好きになる。ファーストキスの相手は陸。
清乃のことを空谷の空からとって空（くー）ちゃんと呼んでいる。
読者の人気投票で1位。
針矢 陸（はりや りく）
親友の彼女のことで仲違いしてしまい、仲直りするために蒼に彼女の振りを頼む。
最初は清乃のことが好きだったが、蒼のやさしさに惹かれてゆく。
読者の人気投票では3位。
空谷 清乃（そらたに きよの）
蒼のクラスメイト。黒髪の美人。陸との出会いは中学のとき、いじめられていたのを陸が助けたこと。海とは、陸の紹介で知り合った。蒼の親友。
読者の人気投票で4位。
御堂 海（みどう かい）
陸とは、小学4年生の頃からの付き合い。容姿端麗、頭脳明晰、スポーツもできる完璧少年。中学時代、清乃のことが好きで、陸と清乃が両思いなのを知りながら、無理矢理奪ったが、清乃のためを思って別れた。
高校に入って蒼と出会い、好きになり、陸と別れた蒼に告白をして「仮の彼氏」になると言った。
多少強引なところがある。
読者の人気投票で2位。
タコちゃん（タカコ）
海のことが好き。蒼の良き親友。思ったことは、ズバリと言う。蒼のことを蒼ちんと呼ぶ。

## 書誌情報
藤原よしこ 『恋したがりのブルー』 〈小学館・フラワーコミックス〉 全6巻
1. 2008年1月25日発売、ISBN 978-4-09-131414-7
2. 2008年5月26日発売、ISBN 978-4-09-131626-4
3. 2008年9月26日発売、ISBN 978-4-09-132016-2
4. 2009年1月26日発売、ISBN 978-4-09-132199-2
5. 2009年5月26日発売、ISBN 978-4-09-132348-4
6. 2009年9月25日発売、ISBN 978-4-09-132665-2